# مجموعة مجرات

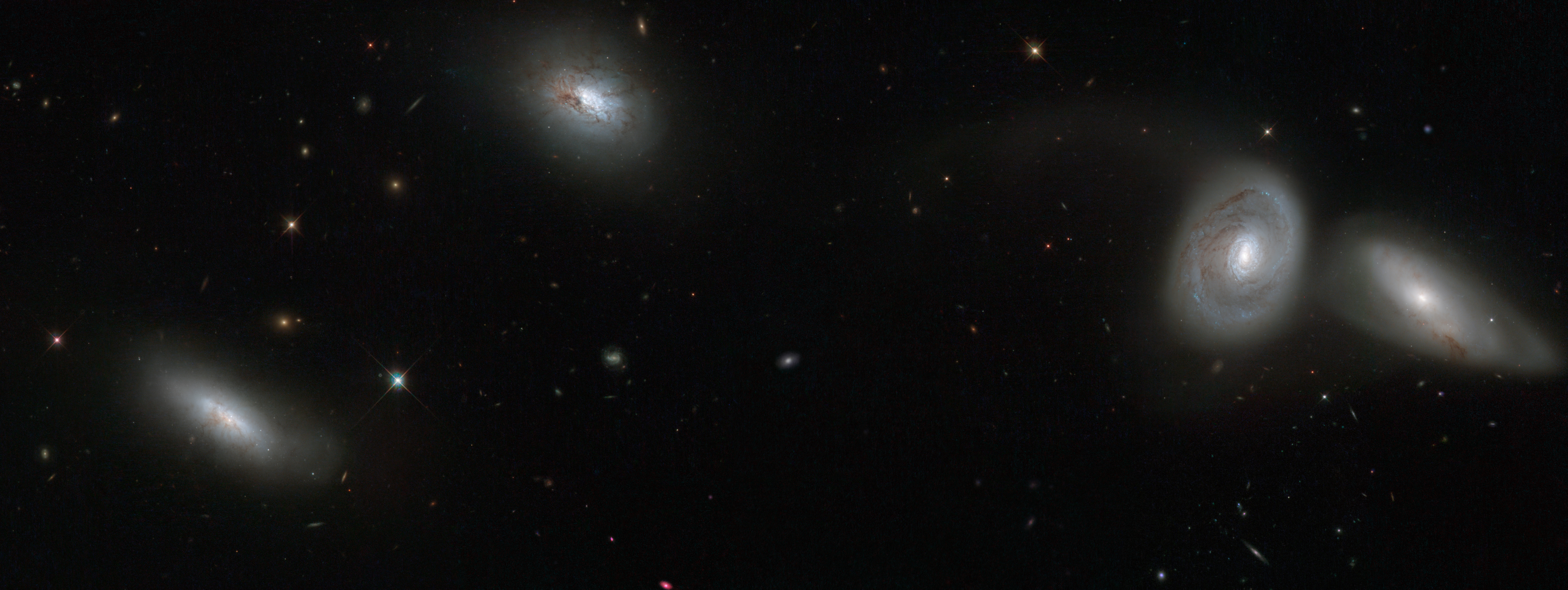
أربعة مجرات من أصل سبعة في مجموعة مجرات HCG 16

مجموعة مجرات أو التجمع المجري (بالإنجليزية: Galaxy group  أو  Group of galaxies)‏ هو وصف في علم الفلك يطلق على 50 مجرة أو أقل مجتمعة في مكان واحد في قطر يتراوح بين 1 و 2 فرسخ فلكي، كتلتهم تقريبا 1013 كتلة شمسية، وتتحرك المجرات بالنسبة لبعضها البعض بسرعات تصل إلى 150 كيلومتر في الثانية، وأحيانا لا توجد حدود واضحة فاصلة بين مجرات المجموعة. لكن استخدام هذا التعبير يعتبر محدود ويستخدم كدليل فقط، حيث أنه في حالات المجرات الهائلة والأكبر يتم تصنيفها أحيانا بتجمع مجري.
أما مجموعتنا والتي تسمى المجموعة المحلية فيبلغ قطرها حوالي 20 مليون سنة ضوئية، وتحتوي على أكثر من 40 مجرة، منها ثلاث مجرات كبيرة، وهي مجرتنا درب التبانة، ومجرة اندروميدا وعدد أخر من المجرات التابعة مثل مجرة ماجلان الصغرى ومجرة ماجلان الكبرى المجاورتان لمجرتنا.